# 香港鐵路史
香港鐵路是香港交通的組成部份之一。現時，香港最大的鐵路公司為香港鐵路有限公司，共有10條中型或重型鐵路系統路線和13條輕型鐵路系統路線。

## 早期的鐵路服務
香港鐵路歷史始於1880年代，當時香港人口急速增長，由3,650人升至60,400多人。開埠初期常用的人力交通工具已無法應付需求，所以需要引入一種集體運輸系統。
1881年6月13日，首位華人非官守議員伍廷芳向立法局提出創建車路計劃。而當時為香港總商會主席的莊臣（英語：F.B. Johnson）於後來擬出規劃草案。同年港英政府批准興建六條有軌車路。

### 山頂纜車

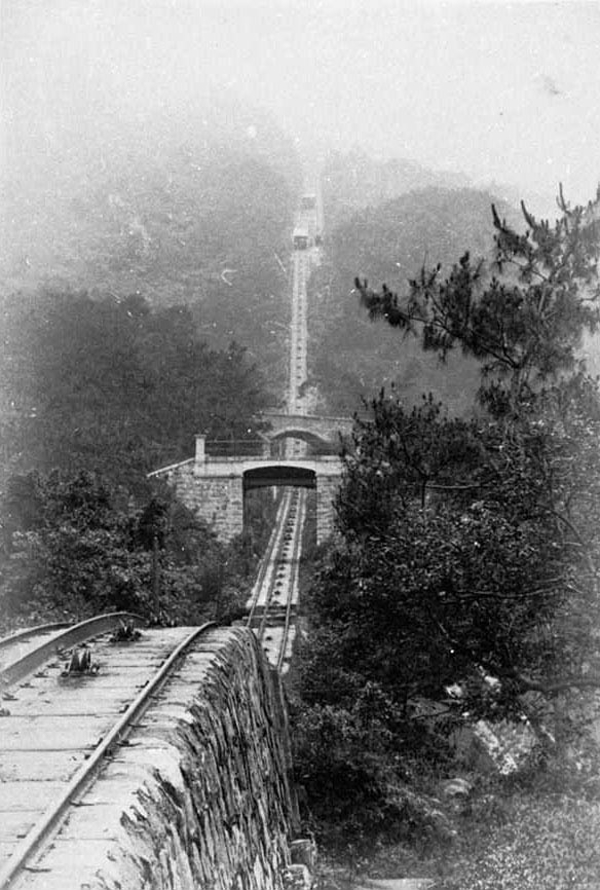
1897年的山頂纜車

由於當時山頂是英國人和其他國富商人的聚居地，避免住戶因依賴山兜和轎而造成危險，所以港英政府決定首先修建由蘇格蘭籍的商人芬梨·史密夫建議的第六條鐵路——由中環花園半山區至太平山爐峰峽的山頂纜車。
香港高山纜車鐵路公司遂正式成立，並於1885年9月施工建造山頂纜車路綫。1888年工程竣工，在同年5月7日進行試車。1888年5月30日，山頂纜車正式投入服務。
山頂纜車除了是香港最早出現的機械化公共交通工具，也是亞洲第一條的機械化有軌公共交通工具。第一代山頂纜車由燃煤的蒸汽發動機帶動，選擇木製車廂，可乘座30人。車廂分為三等：頭等是供太平山居民及殖民地官員，收費4角5分；二等給英國軍人和警務處人員，收費3角；三等則供平民及寵物乘搭，收費5分。

### 電車
1901年8月29日，港英政府提出《有軌電車事業條例》修正案，並頒布《一九零二年電車條例》（英語：1902 Tramways Ordinance），將電車路線與山頂纜車分別處理。1902年2月7日，香港電綫車公司（英語：Hong Kong Tramway Electric Company Limited）根據1902年第十號法例在英國倫敦註冊成立，承辦香港電車系統的承建及營運。不過，有關項目其后被香港電車局（英語：Electric Traction Company of Hong Kong Limited）接管。
1903年，由堅尼地城至畢打街郵政總局、畢打街郵政總局至銅鑼灣的兩段單線路軌鋪設工程正式展開，之後才延長至筲箕灣。1904年初期，電車以散件形式由英國運至組裝。首批到港電車共26輛，分別是10輛頭等電車及16輛三等電車，皆為單層設計；車身長29呎，闊6呎4吋。
1910年，香港電車局改名為香港電車有限公司（英語：Hong Kong Tramways Limited），同年亦向港英政府申請在九龍提供電車服務。雖然港府於1897年通過電車法例，授權九龍倉在九龍區鋪設貨運的電車路軌，但這次電車公司拓展電車服務的申請卻被否決。

### 九龍至廣州鐵路
香港在港英政府管治下，明白鐵路發展既可運貨，亦可載客。1898年5月13日，由香港上海匯豐銀行及怡和洋行組成的中英銀公司與中國鐵路總公司新上任的督辦大臣宣懷達成協議，取得特許權以興建一條由廣州至香港的鐵路（下稱九廣鐵路）。為此，在同年6月，英國和清政府簽訂《展拓香港界址專條》。
得到了新界土地後，港英政府於1904年與清政府達成協議，由港府負責營運、興建香港範圍內的路段（英段）以羅湖作終點站；由中英銀公司代清政府負責興建及籌集資金、由清政府營運羅湖至廣州。
1906年，九廣鐵路（英段）正式施工。鐵路全長22英里，當中包括有5條隧道、48座橋樑及66條暗渠等。而當中最為艱難的，是修築煙墩山隧道。